# Служебная командировка (телесериал)
«Служебная командировка» (известен также под названием «Срок службы») — американская теледрама, вышедшая на канале CBS с сентября 1987 по апрель 1990 года. Сериал показывал службу взвода пехоты во Вьетнамской войне. Он стал первым постоянным телесериалом о битве во Вьетнаме и был одним из нескольких сериалов аналогичной тематики, вышедший вслед за «Взводом» Оливера Стоуна. Сериал был создан Стивом Дунканом и Тревисом Кларком и спродюсирован Зевом Брауном. Сериал выходил тремя сезонами в виде 58 одночасовых эпизодов.

## Краткое описание
Сериал стал не просто боевиком о военных действиях, но также и новаторской картиной, в которой были рассмотрены такие проблемы как расизм, самоубийство, расчленение, терроризм, гибель гражданских лиц, злоупотребление наркотиками, разрушенные жизни и смешанные чувства тех десантников, которые после всего наконец-то вернулись живыми домой. История рассказывает в основном о втором взводе под командованием лейтенанта Майрона Голдмана и штаб-сержанта Зика Андерсона.
Действие первого сезона начинается с 1967 года и далее описывает стандартные действия взвода пехоты. Во втором сезоне военные передислоцируются на базу близ Сайгона и проводят типичные миссии «найти и уничтожить». Съёмочная группа для реалистичности показанного взяла за основу интервью и цитаты из журнала о вьетнамской войне, а для увеличения аудитории зрителей в картину были введены женские персонажи, после чего сериал перестать напоминать хронику полевой жизни пехотинцев, а стал больше похож на приключенческо-романтический фильм.
В третьем сезоне оставшийся женский персонаж был убит и взвод был передан в подчинение подразделения исследователей и наблюдателей под командованием полковника Брюстера, проводящего секретные операции во Вьетнаме и Камбодже, кульминацией чего стала вымышленная версия событий о налёте на тюрьму Сон-Тай. Третий сезон стал последним в сериале.
В третьем сезоне CBS перенесла время выхода в эфир сериала на 21-00 час в субботу и из-за конкуренции с другими телесериалами CBS, «Золотые девочки» и «Empty Nest», рейтинг картины упал и сериал был снят с показа в конце этого сезона.

## Актёрский состав
- Теренс Нокс — Клейтон Иезекиль «Зик» Андерсон
- Стефен Кэфри — Майрон Голдман
- Тони Беккер — Дэниель «Дэни» Парселл
- Рамон Франко — Альберто Руиз
- Мигель А. Нанез — Маркус Тейлор
- Ким Делани — Алекс Девлайн (1989—1990)
- Шон Леви — СП4 Бадд Силлс
- Стив Акахоши — Рэнди «Док» Мацуда (1987—1988)
- Бетси Брэнтли — доктор Дженифер Сеймур (1989)
- Ричард Брестофф — Дарлин (1989)
- Эрик Браскоттер — Скотт Бейкер (1987—1988)
- Кайл Чендлер — рядовой Уильям Гринер (1990)
- Майкл Б. Кристи — Дункан (1989—1990)
- Кевин Конрой — Расти Уоллес (1987—1988)
- Джон Даи — Фрэнсис Хокенбари (1989—1990)
- Стэн Фостер — Марвин Джонсон
- Дэн Готье — Джон МакКей (1989—1990)
- Патрик Килпатрик — агент ЦРУ Дюк Фонтейн (1989—1990)
- Ли Майорс — Томас Скарлетт (1990)
- Джошуа Д. Морер — Роджер Хорн (1987—1988)
- Мария Мейензет — сестра Бернадетт (1989—1990)
- Алан Скаф — Страйнджер (1990)
- Питер Вогт — Элиот (1989—1990)
- Карл Уэзерс — Брюстер (1989—1990)

## Кинопремии
- Эмми
  - В 1988 году телесериал получил кинопремию «Эмми» за выдающиеся звуковое микширование в драматическом телесериале, а также повторно номинировался в 1989 и 1990 годах.[2]
- Эдди
  - В 1988 году телесериал номинировался на кинопремию «Эдди» за лучшую редакцию эпизода телесериала (за пилотный эпизод).